# 코리노키스티스 프로스트라타
코리노키스티스 프로스트라타(Corynocystis prostrata)는 진정홍조강 돌가사리목에 속하는 홍조류의 일종이다. 코리노키스티스과(Catenellopsidaceae)와 코리노키스티스속(Corynocystis)의 유일종이다. 아프리카의 탄자니아, 아시아의 타이완, 동남아시아의 필리핀, 오스트레일리아의 웨스턴오스트레일리아주, 태평양 제도의 폴리네시아, 미크로네시아 연방 등에서 발견된다.